# Марија Комнин (ћерка цара Алексија I)
Марија Комнина (грч. Μαρία Κομνηνή; 19. септембар 1085 — после 1136) била је друга ћерка византијског цара Алексија I Комнина. У почетку је била верена за Григорија Гавру, али касније се удала за Нићифора Катакалона.

## Живот
Марија Комнина је рођена у петак, 19. септембра 1085. године, као друга ћерка и друго дете византијског цара Алексија I Комнина (1081–1118) и царице Ирине Дука. Као ћерка владајућег цара, носила је титулу порфирогените („пурпурнорођена“).
Године 1094. била је верена за Григорија Гавру, сина дукса Халдије Теодора Гавра. Након што је Григорије покушао да побегне из палате и побегне код оца, ухапшен је, а веридба је поништена.
На крају, 1099/1100 Марија се удала за Нићифора Катакалона, сина Константина Еуфорвена Катакалона, једног од Алексијевих најистакнутијих и најпоузданијих генерала. Том приликом Нићифор Катакалон је добио титулу паниперсеваста. Заједно са мајком и сестрама, Марија је 1118. присуствовала последњим тренуцима живота свог оца.
Њен муж је такође умро млад, негде између 1118. и 1130. године. Марија и Нићифор су имали више деце, али су само два сина, Алексије Комнин и Андроник, познати по имену, који су били на високим положајима касније у веку. Други син, Јован, познат је само по његовом спомену у типику манастира Христа Филантропа.
Брачни пар је имао и непознат број ћерки (најмање три према Варзосу), јер се њихово постојање помиње у типику манастира Кехаритомена. Овај манастир је основала царица Ирена Дукина, која је првобитно одредила да је њена млађа ћерка Евдокија наследи као заштитница; након што је Евдокија умрла (око  1130), Ирина је изабрала своју најстарију ћерку, научника, лекара, администратора болнице и историчарку Ану Комнину, са Маријом после ње. Датум Маријине смрти није познат, осим што се догодила после 1136. године, када су умрли чланови царске породице пописани у типику манастира Пантократор.
У својој Алексијади, њена старија сестра Ана Комнин говори са великом љубављу и хвали њене врлине, посебно о њеним поступцима током последњих дана њиховог оца.